# (20258) 1998 FF10
(20258) 1998 FF10 est un astéroïde de la ceinture principale d'astéroïdes découvert en 1998.

## Description
(20258) 1998 FF10 a été découvert le 24 mars 1998 au Centre de recherches en géodynamique et astrométrie (CERGA), à Caussols en France, par le projet scientifique européen OCA-DLR Asteroid Survey (ODAS).

### Caractéristiques orbitales
L'orbite de cet astéroïde est caractérisée par un demi-grand axe de 2,24 UA, un périhélie de 1,92 UA, une excentricité de 0,14 et une inclinaison de 5,19° par rapport à l'écliptique. Du fait de ces caractéristiques, à savoir un demi-grand axe compris entre 2 et 3,2 UA et un périhélie supérieur à 1,666 UA, il est classé, selon la JPL Small-Body Database, comme objet de la ceinture principale d'astéroïdes.

### Caractéristiques physiques
(20258) 1998 FF10 a une magnitude absolue (H) de 15,0 et un albédo estimé à 0,307.